# Prima che diventi giorno
Prima che diventi giorno è un singolo del cantautore italiano Jovanotti, pubblicato il 6 settembre 2019 come secondo estratto dal primo EP Jova Beach Party.
In Italia è stato il 71º singolo più trasmesso dalle radio nel 2019.